# ادولفو گنزالس چاوز، پارتیدو
ادولفو گنزالس چاوز، پارتیدو (به اسپانیایی: Adolfo Gonzáles Chaves Partido) یک سکونتگاه مسکونی در آرژانتین است که در استان بوئنوس آیرس واقع شده‌است.